# Génération de 1898
La Génération de 1898 (en castillan : Generación del 98) est le nom par lequel furent traditionnellement réunis des écrivains, essayistes et poètes espagnols qui furent profondément affectés par la crise morale, politique et sociale provoquée par la défaite militaire espagnole lors de la guerre hispano-américaine, défaite qui entraina la perte de Porto Rico, Guam, Cuba et des Philippines en 1898. Tous les auteurs classés dans cette génération sont nés entre 1864 et 1876.

## Présentation
C'est l'époque à laquelle l'Espagne, perdant ses dernières colonies, se rendit soudainement compte qu'elle n'était plus ce qu'elle avait été. Ces écrivains essayèrent de montrer comment l'Espagne a ouvert les yeux sur ce qu'était le monde moderne, dans lequel les histoires du passé glorieux étaient devenues éventées et désuètes.
Les auteurs de la génération de 98, à partir du groupe initial des trois (en castillan Grupo de los Tres, groupe qui rassemble Baroja, Azorín, Maeztu) commencent à écrire dans une veine juvénile et de gauche, veine qui plus tard s'oriente vers une conception traditionnelle et conservatrice. Rapidement, Pío Baroja et Ramiro de Maeztu nient l'existence d'une telle génération. Julián Marías, en utilisant le concept de « génération historique » (en castillan generación histórica) et la date centrale de 1871, établit que dans cette génération historique sont inclus, en plus du groupe des trois : Miguel de Unamuno, Ángel Ganivet, Valle-Inclán, Jacinto Benavente, Carlos Arniches, Vicente Blasco Ibáñez, Gabriel y Galán, Manuel Gómez-Moreno, Miguel Asín Palacios, Serafín Álvarez Quintero, Joaquín Álvarez Quintero, Manuel et Antonio Machado et Francisco Villaespesa (es),. Il n'y inclut aucune femme, mais Carmen de Burgos, Consuelo Álvarez Pool et Concha Espina pourraient en faire partie aussi, puisqu'elles se trouvent dans cette frange de dates et coïncident aves les caractéristiques littéraires de la génération de 98.

## Membres
Quelques écrivains parmi les plus représentatifs de cette génération d'écrivains, furent le philosophe Miguel de Unamuno y Jugo, l'écrivain galicien Ramón del Valle-Inclán, le poète Antonio Machado y Ruíz, l'essayiste Azorín, nom d'auteur de José Martinez Ruiz, le romancier basque Pío Baroja y Nessi et le dramaturge et critique Jacinto Benavente y Martinez.
Certains artistes, comme les peintres Ignacio Zuloaga, Ricardo Baroja (ce dernier était d'ailleurs un écrivain ainsi qu'un peintre) et José Gutiérrez-Solana.

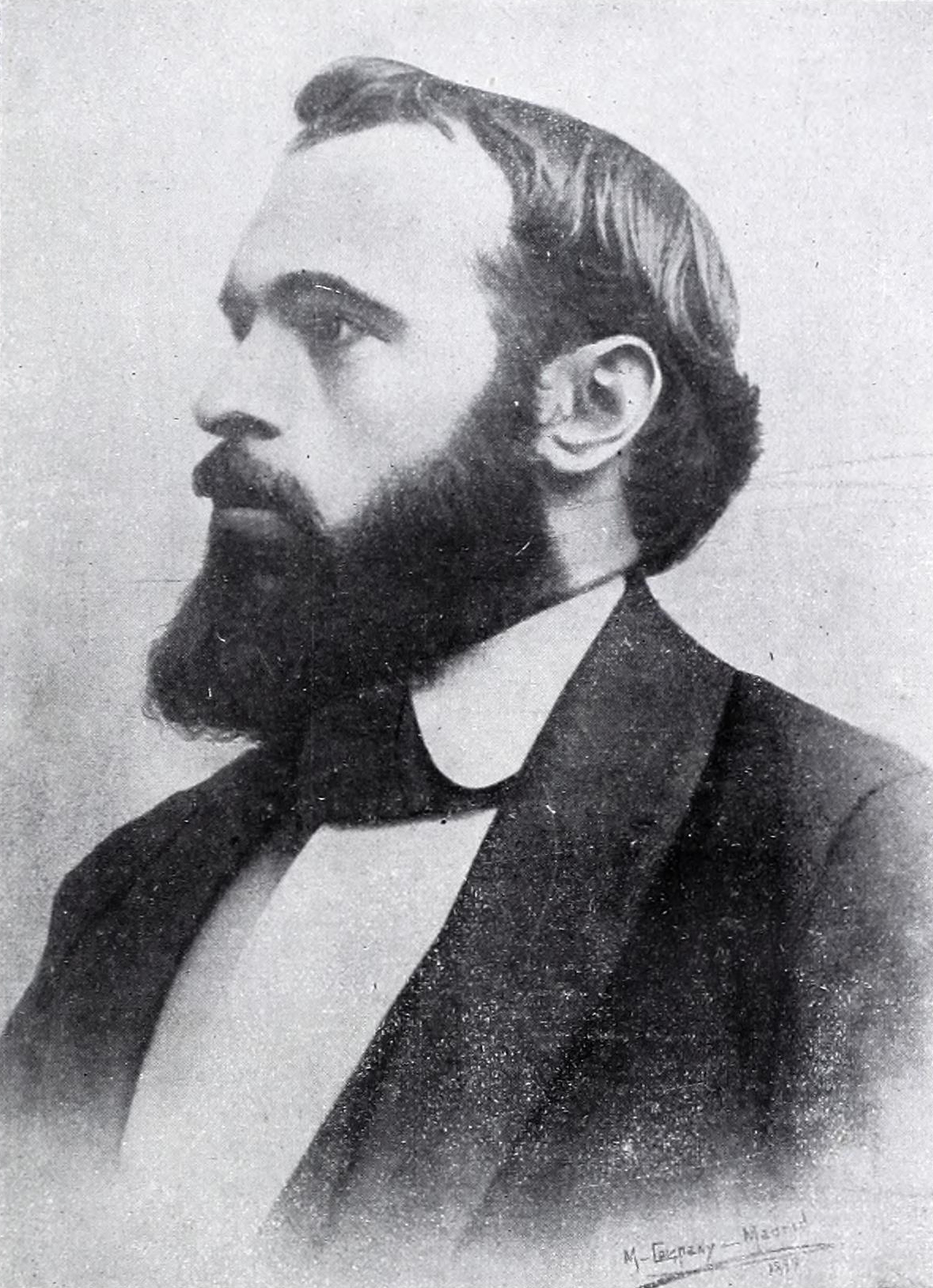
Ángel Ganivet
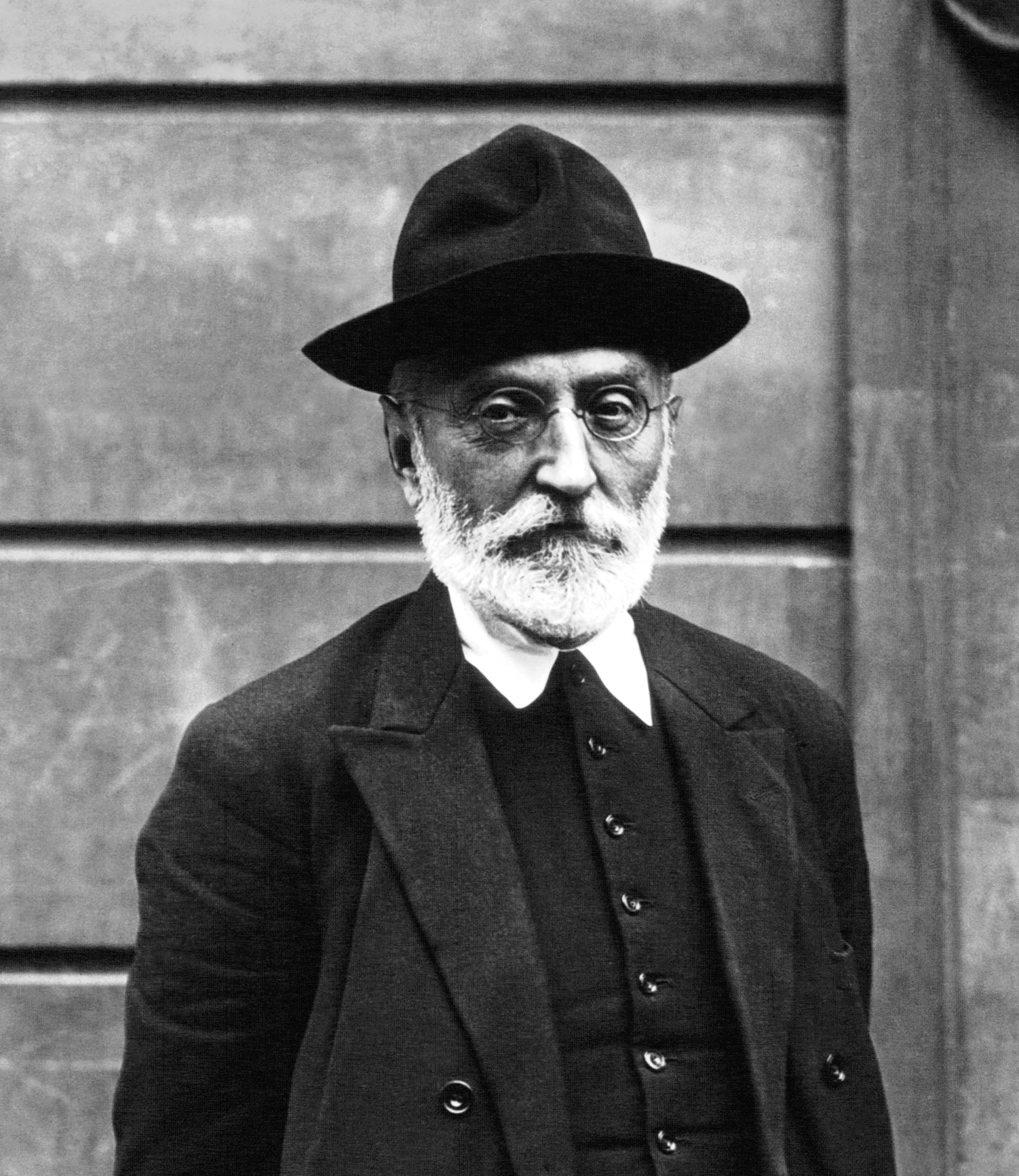
Miguel de Unamuno
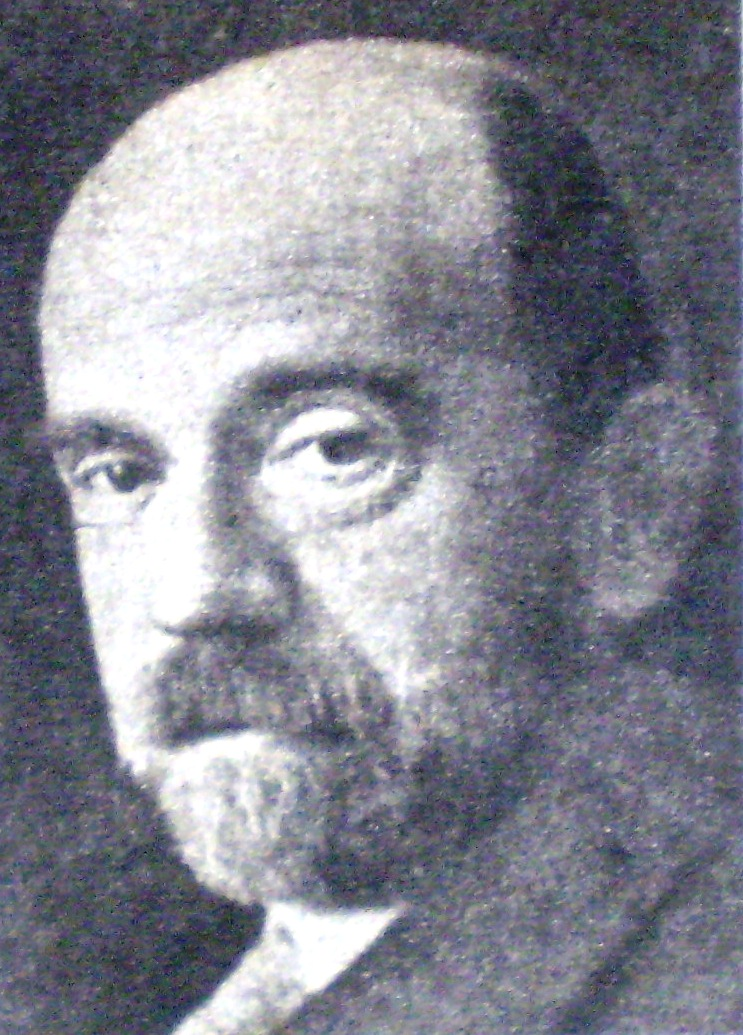
Pío Baroja
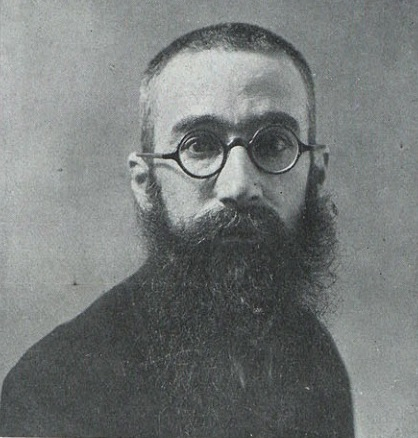
Valle-Inclán
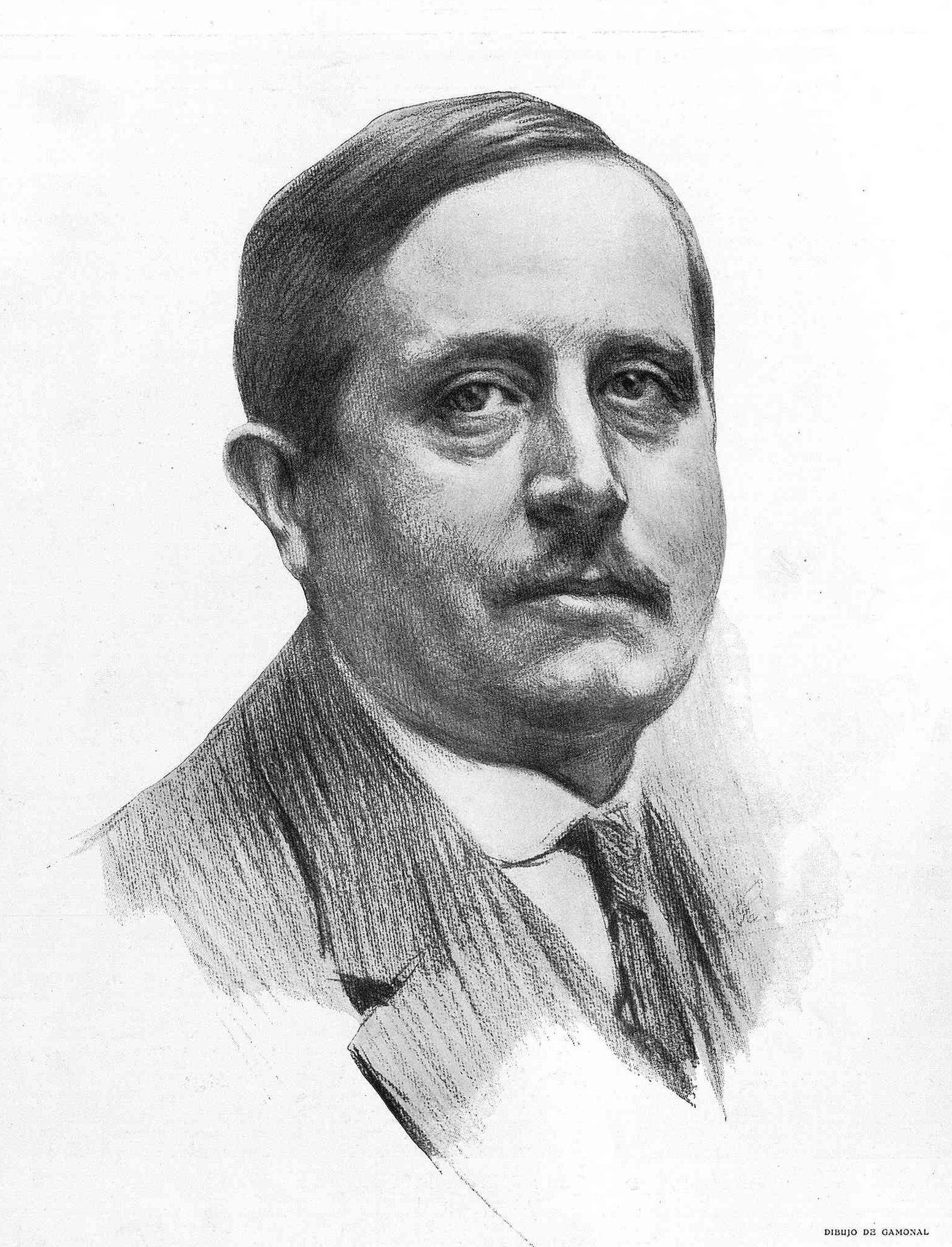
Azorín
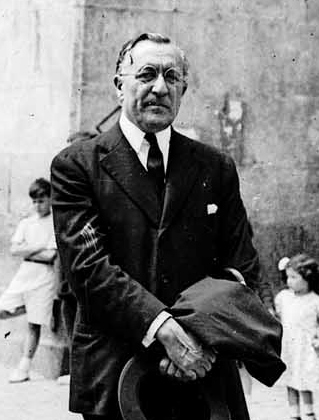
Ramiro de Maeztu
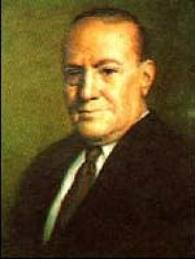
Manuel Machado
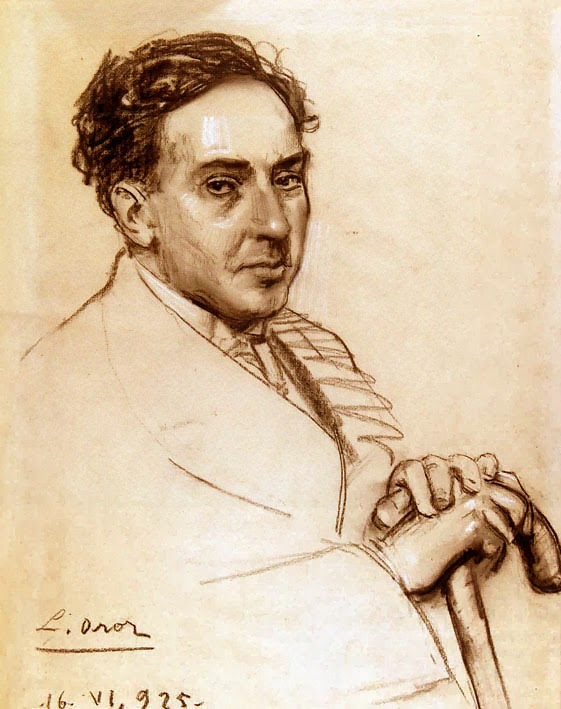
Antonio Machado

- Joaquín Costa (1846-1911)
- Miguel de Unamuno (1864-1936)
- Ángel Ganivet (1865-1898)
- Ramón María del Valle-Inclán (1866-1936)
- Francisco Grandmontagne (es) (1866-1936)
- Ramón Menéndez Pidal (1869-1968)
- Pío Baroja (1872-1956)
- Azorín (José Martínez Ruiz, 1873-1967)
- Manuel Machado (1874-1947)
- Ramiro de Maeztu (1874-1936)
- Antonio Machado (1875-1939)
- Bernardo G. de Candamo (es) (1881-1967)
- Cesáreo Sanz Egaña (es) (1885-1959)

## Caractéristiques
Les auteurs de la génération entretinrent au moins au début une amitié étroite et s'opposèrent à l'Espagne de la Restauration. Pedro Salinas a analysé jusqu'à quel point on peut parler de manière historiographique de génération à leur sujet. Ils partagent de manière incontestable plusieurs points communs, :
1. Ils font une distinction entre une Espagne réelle misérable et une Espagne officielle fausse et apparente.
2. Ils éprouvent un grand intérêt pour le ruralisme et de l'amour pour cette Castille pauvre des villages abandonnés qui tombent en poussière, ils revalorisent son paysage et ses traditions, le langage typique et spontané. Ils parcourent la Meseta en écrivant des livres de voyages, ressuscitent et étudient les mythes littéraires espagnols et le Romancero.
3. Ils rompent avec les formes classiques qu'ils renouvellent, créant de nouvelles formes dans tous les genres littéraires. Dans le genre narratif, la nivola d'Unamuno, le roman impressionniste et lyrique d'Azorín, qui joue avec l'espace et le temps et fait vivre le même personnage à plusieurs époques ; le roman ouvert et désagrégé de Pío Baroja, influencé par le roman feuilleton, ou le roman quasi théâtral de Valle-Inclán. Au théâtre, l'esperpento et l'espressionisme de Valle-Inclán ou les drames philosophiques d'Unamuno.
4. Ils rejettent l'esthétique du Réalisme et ses longues phrases, sa recherche rhétorique et ses détails minutieux, préférant un langage plus proche de la langue de la rue, une syntaxe plus courte et une esthétique impressionniste. Ils reprirent les mots traditionnels et typiques de la campagne.
5. Ils tentèrent d'implanter en Espagne les courants philosophiques de l'irrationnalisme européen, en particulier Friedrich Nietzsche (Azorín, Maeztu, Baroja, Unamuno), Arthur Schopenhauer (spécialement chez Baroja), Søren Kierkegaard (chez Unamuno) et Henri Bergson (Antonio Machado).
6. Le pessimisme est l'attitude la plus courante parmi eux, et leur attitude critique et exigeante les fait sympathiser avec des romantiques comme Mariano José de Larra, à qui ils rendirent hommage.
7. Idéologiquement, ils partagent les thèses du Régénérationnisme, dont Joaquín Costa est le représentant le plus emblématique.

Les difficultés de définir la génération de 98 ont toujours été nombreuses étant donné qu'il est impossible d'embrasser la totalité des expériences artistiques d'une période étendue. La génération de 98 est donc une réalité complexe qu'on ne peut appréhender par les seuls faits historiques, et ce pour trois raisons[réf. nécessaire] :
1. La crise politique de la fin du XIXe siècle a touché plus d'écrivains que ceux que compte la génération de 98.
2. On ne peut restreindre l'expérience historique des auteurs nés entre 1864 et 1875 (dates de naissance d'Unamuno et Machado) au ressentiment nationaliste produit par la perte des colonies. À ce moment-là s'affirmait en Espagne une communauté sociale et économique presque moderne.
3. L'essor du républicanisme et/ou la lutte anticléricale (1900-1910), ainsi que d'importantes grèves, le syndicalisme, les mobilisations ouvrières ou les attentats anarchistes.